# Kjarninn
Kjarninn (с исл. — «ядро») — исландское интернет-издание, основанное в августе 2013 года. Ранее «Kjarninn» был еженедельным цифровым новостным журналом, распространяемым через Apple App Store и предназначенным для пользователей планшетных компьютеров, но PDF-файлы также были доступны на сайте. С сентября 2014 года «Kjarninn» выходит только в онлайн-режиме.
Основатели «Kjarninn» первоначально работали в бесплатной газете 365 Fréttablaðið, которая сохраняла практически монополию на рынке (69 % в 2004 году). В феврале 2013 года Магнус Хадльдоурссон, ныне журналист «Kjarninn», критиковал бизнесмена и бывшего владельца газеты Йоуна Аусгейра Йоуханнессона, жена которого является владелицей 365, за попытку повлиять на редакционную независимость Fréttablaðið в свою пользу. Вскоре после этого Магнус и Тоурдюр покинули 365 и основали «Kjarninn».
С момента своей первой публикации в августе 2013 года «Kjarninn» попала в заголовки газет в Исландии за публикацию просочившихся материалов, связанных с исландским финансовым кризисом 2008—2011 годов. После публикации первого номера Управление по финансовому надзору потребовало отозвать опубликованный «Kjarninn» отчёт о банке Keflavik (к тому времени уже не существующем). В октябре 2013 года комитет по ликвидации банка Kaupthing настоял на том, чтобы «Kjarninn» отозвал публикацию отчёта PricewaterhouseCoopers о том, как сотрудники Kaupthing получили огромную прибыль, страхуясь от роста исландской кроны.